# Provincia dell'Alto Uele
La provincia dell'Haut-Uélé (francese: province du Haut-Uele) (IPA: /o tu 'e 'le/) è una delle 26 province della Repubblica Democratica del Congo. Il suo capoluogo è la città di Isiro, la maggiore città dell'area. La provincia prende il suo nome dal fiume Uélé che la attraversa.
La provincia si trova nel Congo nord-orientale.
Nel precedente ordinamento amministrativo del Congo (in vigore fino al 2015) la provincia non esisteva in quanto faceva parte della più ampia Provincia Orientale.

## Geografia antropica

### Suddivisioni amministrative
La provincia di dell'Alto Uele è suddivisa nelle città d'Isiro(capoluogo), ed in 6 territori:
- territorio di Dungu, capoluogo: Dungu;
- territorio di Faradje, capoluogo: Faradje;
- territorio di Niangara, capoluogo: Niangara;
- territorio di Rungu, capoluogo: Rungu;
- territorio di Wamba, capoluogo: Wamba;
- territorio di Watsa, capoluogo: Watsa.

## Città
- Dungu
- Doruma
- Gangala